# Ne la crois pas (Non credere)/Le coeur en larmes (Un colpo al cuore)
Ne la crois pas/Le cœur en larmes è un 45 giri della cantante italiana Mina, pubblicato in Francia dall'etichetta discografica Pathé nel 1969.

## Descrizione
L'edizione originale, inclusa nella discografia ufficiale italiana dell'artista (come 99° singolo) sebbene contenga due tracce in francese, è stata pubblicata nell'ottobre 1969 dalla PDU (PA 1028) e ha una copertina diversa Archiviato il 13 marzo 2017 in Internet Archive. (somigliante a quella di Non credere/Dai dai domani Archiviato il 13 marzo 2017 in Internet Archive.) da questa ristampa del singolo destinata al mercato d'oltralpe.
In entrambi i casi i due brani proposti sono rispettivamente le versioni in francese, di Non credere e Un colpo al cuore, reperibili sull'album edito solo in Francia Quand ma voix te touche (1998) e 
sul CD della raccolta internazionale Je suis Mina (2011).
Le canzoni in italiano, oltre che insieme sull'edizione originale di questo singolo, sono presenti invece separate la prima: sia nella rara raccolta Mina d'estate e nell'album ufficiale ...bugiardo più che mai... più incosciente che mai... entrambi del 1969, sia in un singolo del 1968; la seconda: nell'album Canzonissima '68 e in un singolo del 1969.

## Tracce
Lato A
1. Ne la crois pas (Non credere) – 4:16 (testo: Eddy Marnay – musica: Roberto Soffici)

Lato B
1. Le cœur en larmes (Un colpo al cuore) – 3:19 (testo: Eddy Marnay – musica: Giancarlo Bigazzi, Mario Capuano)